# Rishra
Rishra é uma cidade e um município no distrito de Hugli, no estado indiano de Bengala Ocidental.

## Geografia
Rishra está localizada a 22° 43′ N, 88° 21′ L. Tem uma altitude média de 16 metros (52 pés).

## Demografia
Segundo o censo de 2001, Rishra tinha uma população de 113 259 habitantes. Os indivíduos do sexo masculino constituem 55% da população e os do sexo feminino 45%. Rishra tem uma taxa de literacia de 74%, superior à média nacional de 59,5%: a literacia no sexo masculino é de 79% e no sexo feminino é de 69%. Em Rishra, 10% da população está abaixo dos 6 anos de idade.